# ニック・シンパー
ニック・シンパー（Nick Simper, 1945年11月3日 - ）はイングランド出身のロック・ミュージシャン、ベーシスト。ディープ・パープルのオリジナル・メンバー。

## 経歴

### 生い立ち
旧ミドルセックス州サウスオールのノーウッドで生まれる。本名ニコラス・ジョン・シンパー。
幼年時代からギターを弾き始め、やがてベース・ギターに持ち替えた。

### 黎明期
1959年に加入したザ・レネゲイズを皮切りに、デルタ・ファイヴ、サム・アザー・ガイズ、バディ・ブリトン&リージェンツ（The Regents）など数々のバンドを経験し、セッション活動を行なった。スクリーミング・ロード・サッチ・アンド・ザ・サヴェイジズに在籍していたリッチー・ブラックモアと知り合う。
1966年にはメンバーを一新したジョニー・キッド&ザ・パイレーツに加入したが、10月7日、キッドとともに交通事故に遭遇。彼は軽傷だったがキッドは死亡した。1967年までの短期間ザ・パイレーツを再興するが、すぐにヴォーカル・グループのザ・フラワー・ポット・メンのバック・バンドに参加し、ジョン・ロードと出会う。

### ディープ・パープル
1968年、ロードとブラックモアが新たに結成したラウンドアバウトに加入。ラウンドアバウトは同年4月にディープ・パープルと改名して、3作のアルバムを発表して「ハッシュ」と「ケンタッキー・ウーマン」のヒット曲を放った。
1969年4月初めから5月末まで行なわれた2度目のアメリカ・ツアーの途中、ロードとブラックモアはハード・ロックを指向してシンパーとボーカリストのロッド・エヴァンスを辞めさせることを決意。シンパーとエヴァンスは、6月にイギリス各地で行なわれたコンサートを経て、7月4日のカーディフ公演を最後にディープ・パープルを去った。自分に対する処遇に不満を持ったシンパーは訴訟を起こして、約10,000ポンドの賠償金を得た代わりに、将来のアルバムの印税を取得する権利を放棄した。

### その後
1970年にウォーホース（Warhorse）、1979年にニック・シンパーズ・ファンダンゴ（Nick Simper's Fandango）を結成し、それぞれスタジオ・アルバムを2作発表した。
1971年4月、ロンドンのCountry Clubでロード・サッチのライブ活動に参加。1972年にサッチがロード・サッチ・アンド・ヘヴィ・フレンズ名義で発表したライブ・アルバム『ハンズ・オブ・ジャック・ザ・リッパー』に参加。
1997年には、元クォーターマスのミック・アンダーウッドが結成したクォーターマスIIに、元レインボーのドン・エイリーらとともに参加した。
2000年代にはザ・グッド・オールド・ボーイズ（The Good Old Boys）に参加したり、オーストリアのナスティー・ハビッツ（Nasty Habits）と共演するなど、精力的に活動した。

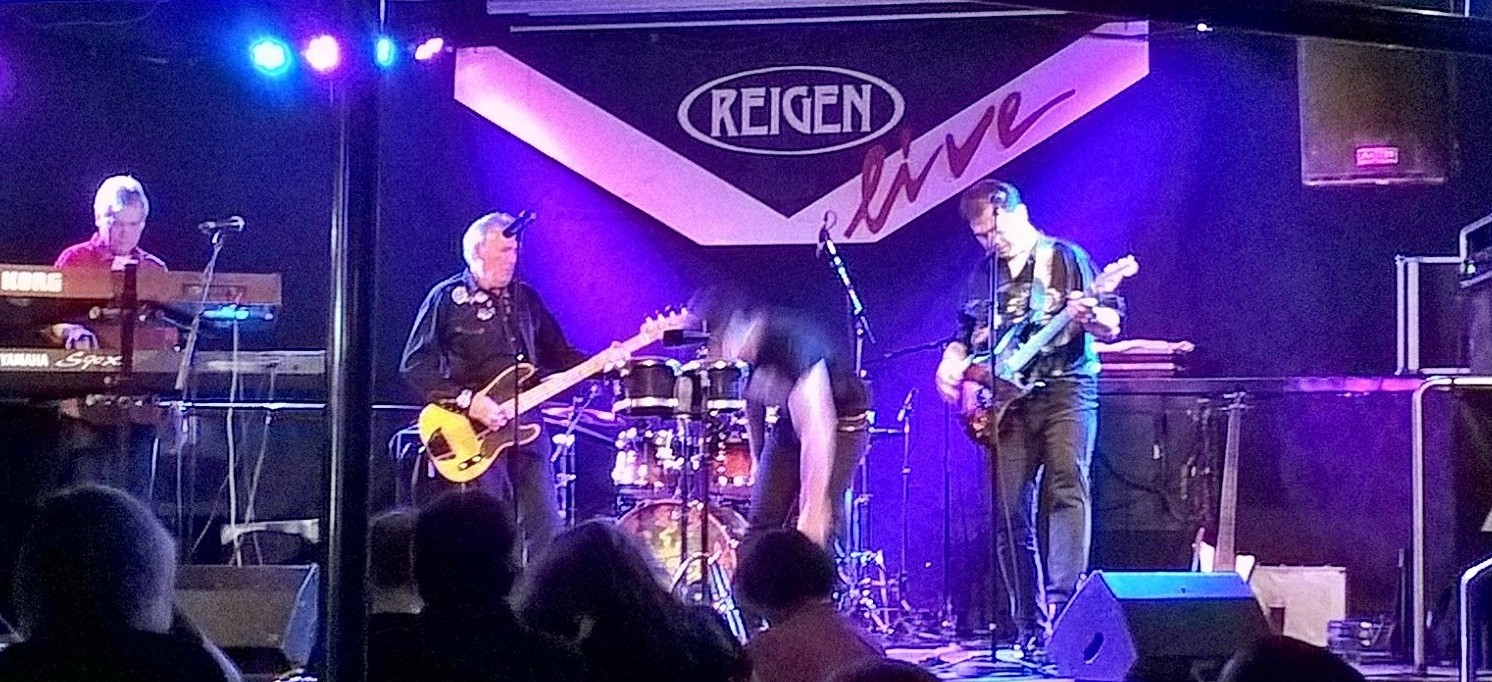
ナスティー・ハビッツ - オーストリア公演 (2015年)

2016年、ディープ・パープルが『ロックの殿堂』入りを果たしたが、シンパーは受賞者に選ばれなかった。

## ディスコグラフィ

### ディープ・パープル
オリジナル・アルバム
- 『ハッシュ』 - Shades of Deep Purple (1968年)
- 『詩人タリエシンの世界』 - The Book of Taliesyn (1968年)
- 『ディープ・パープル III』 - Deep Purple (1969年)

ライヴ・アルバム
- Inglewood – Live in California (2002年)
- BBC Sessions 1968–1970 (2011年)[注釈 5]

編集アルバム
シンパーが在籍した第1期の音源のみを編集したアルバムを記す。
- 『紫の軌跡（英語版）』 - Purple Passages (1972年)
- The Early Years (2004年)

シングル
- 「ハッシュ（英語版）」(1968年)[15]
- 「ケンタッキー・ウーマン（英語版）」(1968年)[16]
- 「リヴァー・ディープ・マウンテン・ハイ（英語版）」(1968年)[17]
- 「エマレッタ」- Emmaretta (1969年)[18]

### ウォーホース
オリジナル・アルバム
- 『ウォーホース（英語版）』 - Warhorse (1970年)
- 『レッド・シー（英語版）』 - Red Sea (1972年)

ライブ・アルバム
- 『奇跡の再結成ライヴ2001』 - Live At The Woods (2025年)

編集アルバム
- Best of Warhorse (1986年)[19]
- Outbreak of Hostilities (1991年)[20]

### ニック・シンパーズ・ファンダンゴ
- Slipstreaming (1979年)[21]
- Future Times (1980年)[22]

### クォーターマスII
- Long Road (1997年)[23]

### ザ・グッド・オールド・ボーイズ
- Live At The Deep Purple Convention (2009年)[24]

### ナスティー・ハビッツ
以下、ニック・シンパー・アンド・ナスティー・ハビッツ名義。
- The Deep Purple MKI Songbook (2010年)[25]
- Live at Szene, Vienna (2012年)[26]
- De La Frog Conspiracy (2015年)[27]

### Blaggards & Cowboys
- Skulduggery (2010年)[28][29]

### 参加アルバム
- Hands of Jack the Ripper (1972年)[11]